# Franciszka Anna od Matki Bożej Bolesnej
Franciszka Anna od Matki Bożej Bolesnej (ur. 1 czerwca 1781 w Sansellos; zm. 27 lutego 1855 tamże) – hiszpańska Błogosławiona Kościoła katolickiego.

## Życiorys
Urodziła się w ubogiej rodzinie na Majorce. Zajmowała się pracą z sierotami i chorymi. Mając 17 lat wstąpiła do III Zakonu św. Franciszka. Potem do swojego dzieła pomocy zjednała wolontariuszki. W 1851 roku otrzymała pozwolenie na zainicjowanie życia wspólnotowego i zgodę na noszenie habitu. Założyła zgromadzenie Sióstr Miłosierdzia. Zmarła w opinii świętości. Została beatyfikowana przez papieża Jana Pawła II 1 października 1989 roku.